# 約克城堡博物館
約克城堡博物館（英語：York Castle Museum）是位於英國英格蘭北約克郡約克的一座博物館，位於約克城堡之內，始建於1068年。約克城堡博物館則成立於18世紀。現在約克城堡博物館是約克的主要觀光景點之一，收藏有眾多珍貴文物 。

## 外部連結

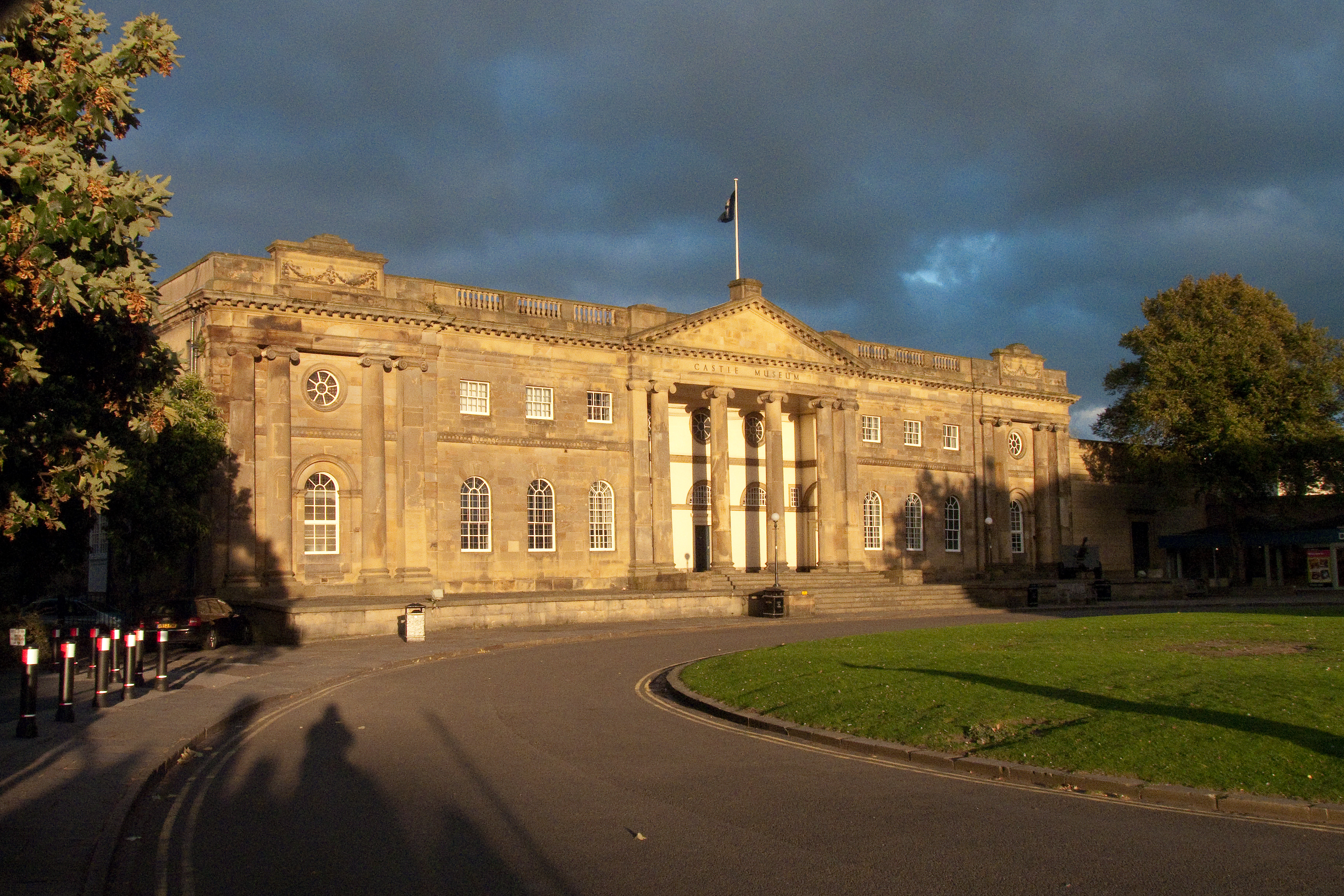

- York Castle Museum （页面存档备份，存于）
- York Castle Prison
- York Castle Museum on History of York （页面存档备份，存于）
- The Debtor's Prison on English Heritage Pastscape （页面存档备份，存于）
- The Female's Prison on English Heritage Pastscape （页面存档备份，存于）

53°57′20″N 1°04′42″W / 53.95559°N 1.07827°W